# 平翅三角槭
平翅三角槭（学名：Acer buergerianum var. horizontale）为槭树科枫属下的一个变种。

## 扩展阅读
- 維基物種上的相關：平翅三角槭